# Craig MacTavish
Craig MacTavish, född den 15 augusti 1958 i London, Ontario, är en kanadensisk före detta ishockeyspelare som är General Manager för Edmonton Oilers i NHL. Han har tidigare varit huvudtränare för just Edmonton Oilers (NHL) och Chicago Wolves (AHL).
Som spelare var MacTavish en defensivt skicklig center i NHL-lagen Boston Bruins, Edmonton Oilers, New York Rangers, Philadelphia Flyers och St. Louis Blues. Han vann fyra Stanley Cup, tre med Edmonton Oilers 1987, 1988 och 1990 samt en med New York Rangers 1994.
När MacTavish lade skridskorna på hyllan 1997 var han den sista ishockeyspelaren i NHL att inte bära hjälm.